# Daryl Zed
Daryl Zed è un personaggio immaginario creato da Tiziano Sclavi, in principio ideato per una storia della serie di Dylan Dog del 1992 e successivamente reso protagonista d'una sua omonima miniserie a fumetti nel 2020, in Italia edita sempre dalla Sergio Bonelli Editore.
Il personaggio e la sua stessa storia d'esordio nacquero come reazione alla vasta campagna mediatica imbastita contro un certo tipo di "horror sadistico-truculento" impostosi sul mercato fumettisco italiano nei primi anni novanta, culminata con una interrogazione parlamentare cui, oltre alla stessa serie di Dylan Dog, vennero coinvolte testate di altri editori come Splatter della ACME.

## Storia editoriale
Il personaggio esordì in un albo della serie di Dylan Dog pubblicato nel 1992, dal titolo Caccia alle streghe, scritto da Tiziano Sclavi e disegnato da Piero Dall'Agnol. Nel 2017 venne realizzata una seconda storia col personaggio, pubblicata nella collana Color Fest, scritta da Tito Faraci e disegnata da Nicola Mari, Caccia agli Inquisitori, che riprende la trama della prima storia ma ribaltandone i presupposti, in quanto è il personaggio di Daryl Zed ad essere reale ed a leggere i fumetti di Dylan Dog. Successivamente gli venne poi dedicata una miniserie a fumetti esordita e conclusa dopo sei albi nel 2020, scritta da Tito Faraci e disegnata da Angelo Stano, Nicola Mari e Werther Dell'Edera il cui numero zero, ad opera di Faraci e Mari, è uscito nelle fumetterie per il Free Comic Book Day 2019. Le sei storie vengono successivamente raccolte in un unico volume che viene pubblicato solamente nel 2025.

## Caratterizzazione del personaggio
Nella sua storia d'esordio nella serie di Dylan Dog, Caccia alle Streghe, Daryl Zed era il protagonista d'una serie a fumetti omonima ispirata alla figura ed alle avventure dello stesso Dylan Dog, creata infatti da un vecchio amico del celebre indagatore dell'incubo. Questi, per via dei contenuti forti delle sue storie a fumetti, si ritrova ad essere convocato in tribunale a seguito della denuncia di un genitore, convinto che la sua opera sia da censurare. Da qui parte una crociata contro i fumetti nei quali, sia il protagonista della serie, Dylan Dog, che il personaggio che a esso si ispira, Daryl Zed, hanno lo stesso destino di cadere vittime dell'inquisizione; la storia ha un finale aperto che lascia al lettore libera interpretazione su come finiranno i due personaggi.